# Matthias Laurenz Gräff
Matthias Laurenz Gräff (también Matthias Laurenz Gräff Ilpenstein;· Gars am Kamp, 19 de julio de 1984) es un pintor, historiador y político austríaco-griego.

## Biografía
Hijo del pintor Helmuth Gräff y de Martina Maria Elisabeth Gräff, profesora de arte en el Sacre Coeur de Viena. Nacido en una familia de pintores, fueron su padre los que le dieron sus primeras lecciones en el arte. Los antepasados de Gräff, una línea de la familia De Graeff, siempre fueron librepensadores políticamente activos y religiös os con su propio escudo familiar. En 2013, Matthias Laurenz Gräff se convirtió en presidente de la internacional Asociación familiar Gräff-Graeff ("Familienverband Gräff-Graeff e. V."). Gräff es Filheleno y vive con su novia griega Georgia Kazantzidu en Gars am Kamp, Austria y Platamonas, Grecia.
Matthias Laurenz Gräff estudió en la Universidad de Artes Aplicadas de Viena. En su obra aúna un cierto expresionismo con influencia del pop art, con expresión en múltiples géneros: obras históricas, políticas, religiosas, paisajes urbanos o rurales, desnudos, retratos y bodegones, incluidas vanitas. Desde 2015 Gräff también trabaja en imágenes de la política contemporánea y la crítica social, que se utilizan repetidamente en revistas, blogs y libros de política nacional e internacional. Los temas importantes son el antifascismo, el socialismo, el antinacionalista.
En 2019, Gräff y Georgia Kazantzidu fundaron la plataforma no partidista Dialog im Kamptal (Diálogo en el valle de Kamp). Los diálogos siguen la tradición de un Salón literario de los siglos XVIII y XIX. Los invitados son personalidades seleccionadas de la política y la sociedad, como los embajadores Wolfgang Petritsch o Emil Brix y políticos Erhard Busek, Karin Kneissl, Hannes Swoboda o Carlos de Habsburgo-Lorena.··
En sus pinturas, Gräff también trata temas literarios, incluida la implementación del contenido del escritor Erich Maria Remarque. En 2019 y 2023 expuso en el Centro de Paz Erich Maria Remarque (Erich Maria Remarque Friedenszentrum) en Osnabrück. El museo también cuenta con pinturas de Gräff.····· Su obra de arte también se utiliza en libros sobre Remarque.· El Erich Maria Remarque-Friedenszentrum Osnabrück Universidad de Osnabrück escribió sobre Gräff y su obra: Representa constantemente posiciones humanistas, antinacionalistas y europeístas tanto en su arte como en varios programas de intercambio y discusión organizados por él.
En 2024, Matthias Laurenz Gräff asumió el cargo de representante oficial griego del partido parlamentario austríaco NEOS. Representa a los austriacos en el extranjero y apoya la cooperación con los partidos liberales griegos.···

## Galería

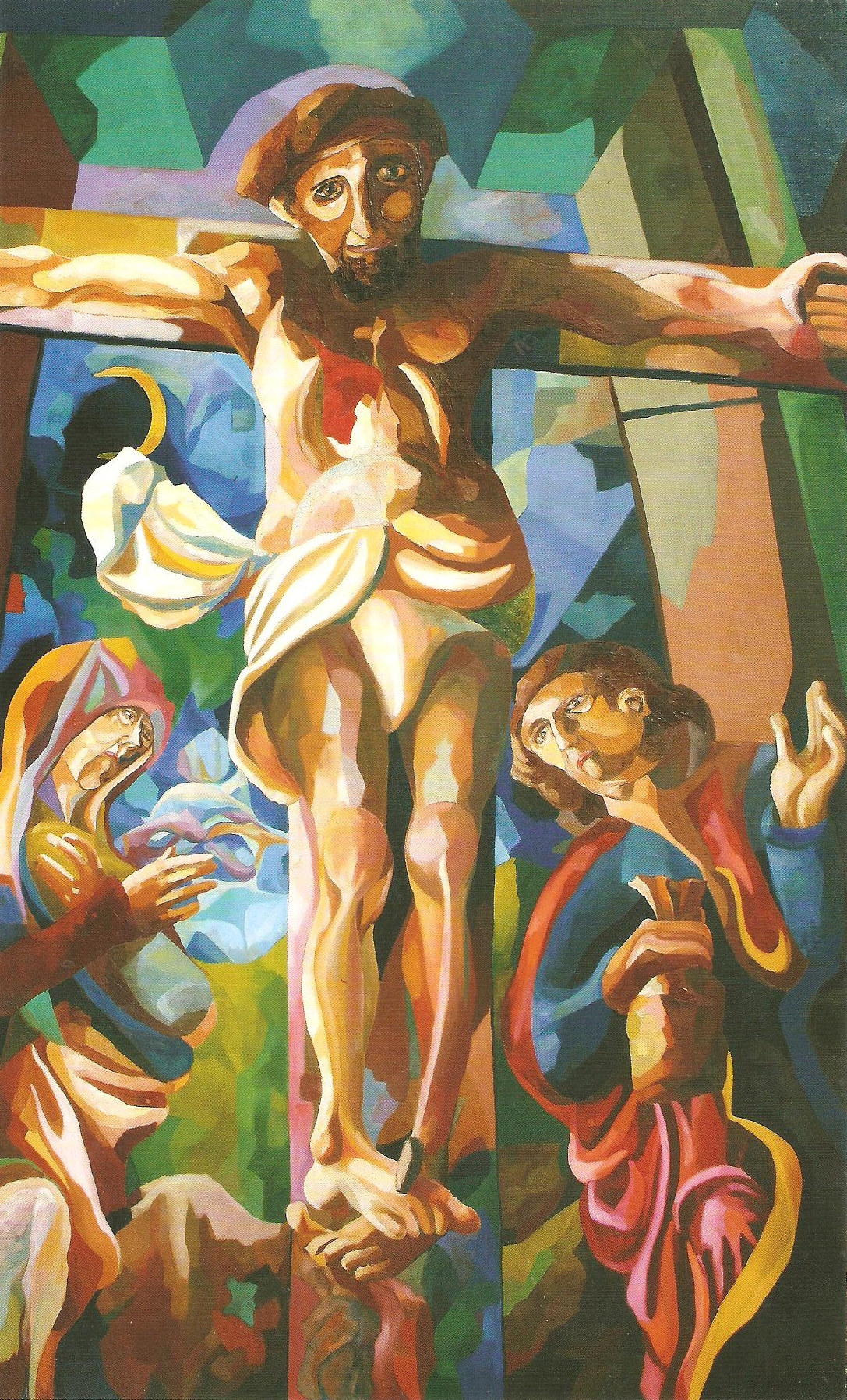
Crucifixión de Cristo (2004)
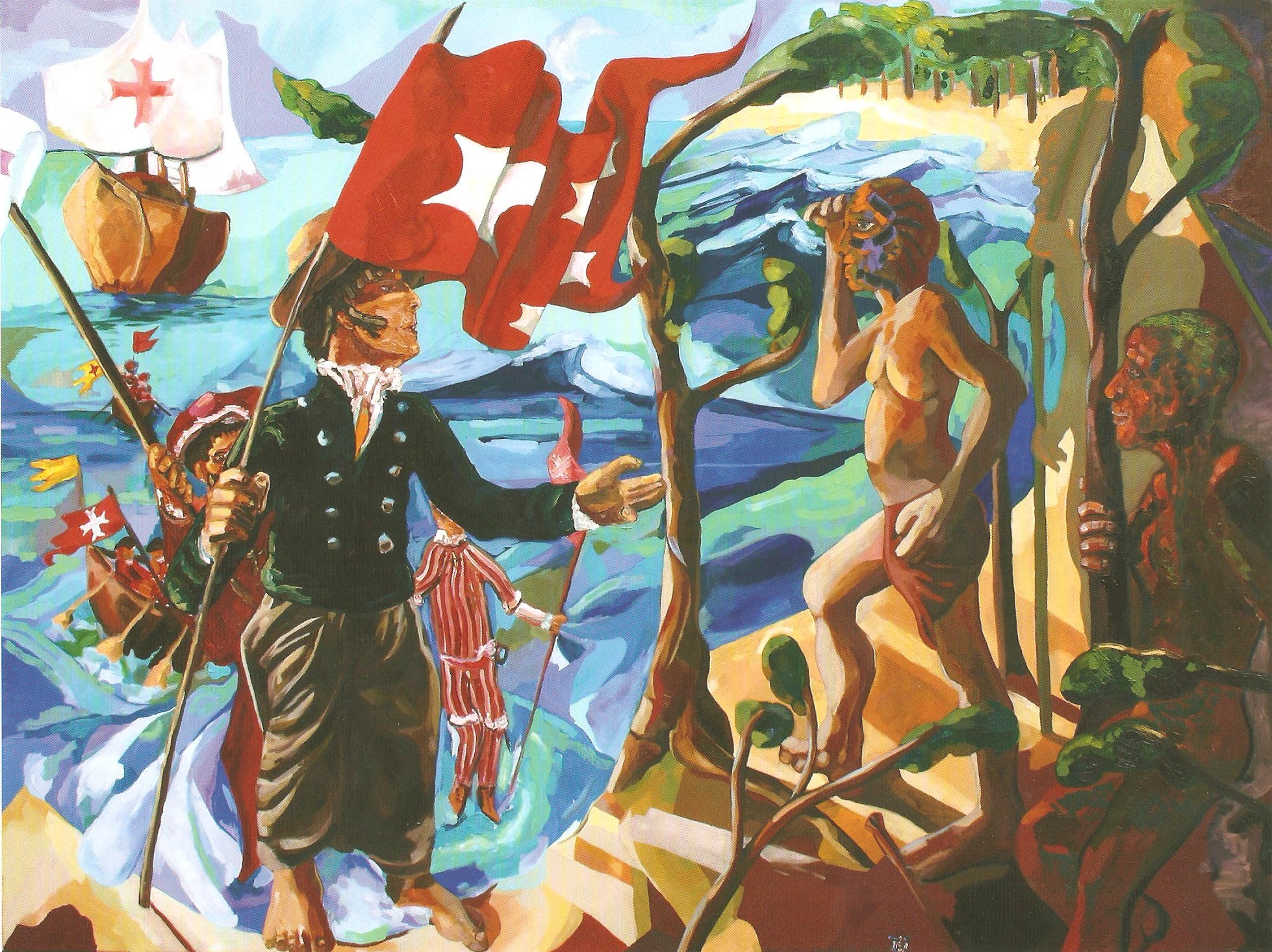
Cristóbal Colón desembarca en San Salvador (2006)
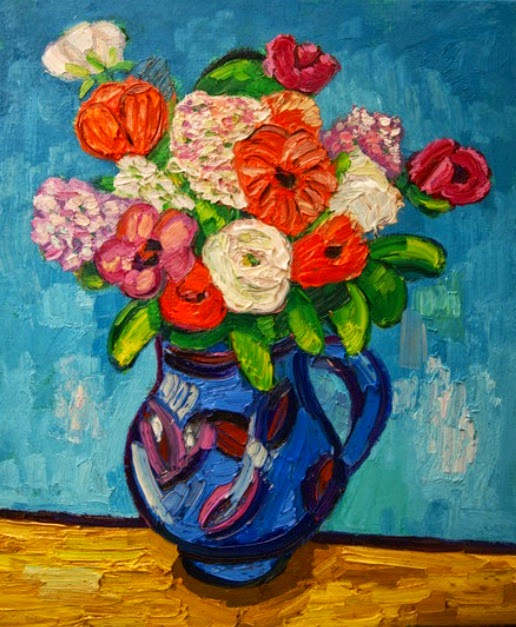
Pequeño ramo de flores en un jarrón azul (2010)
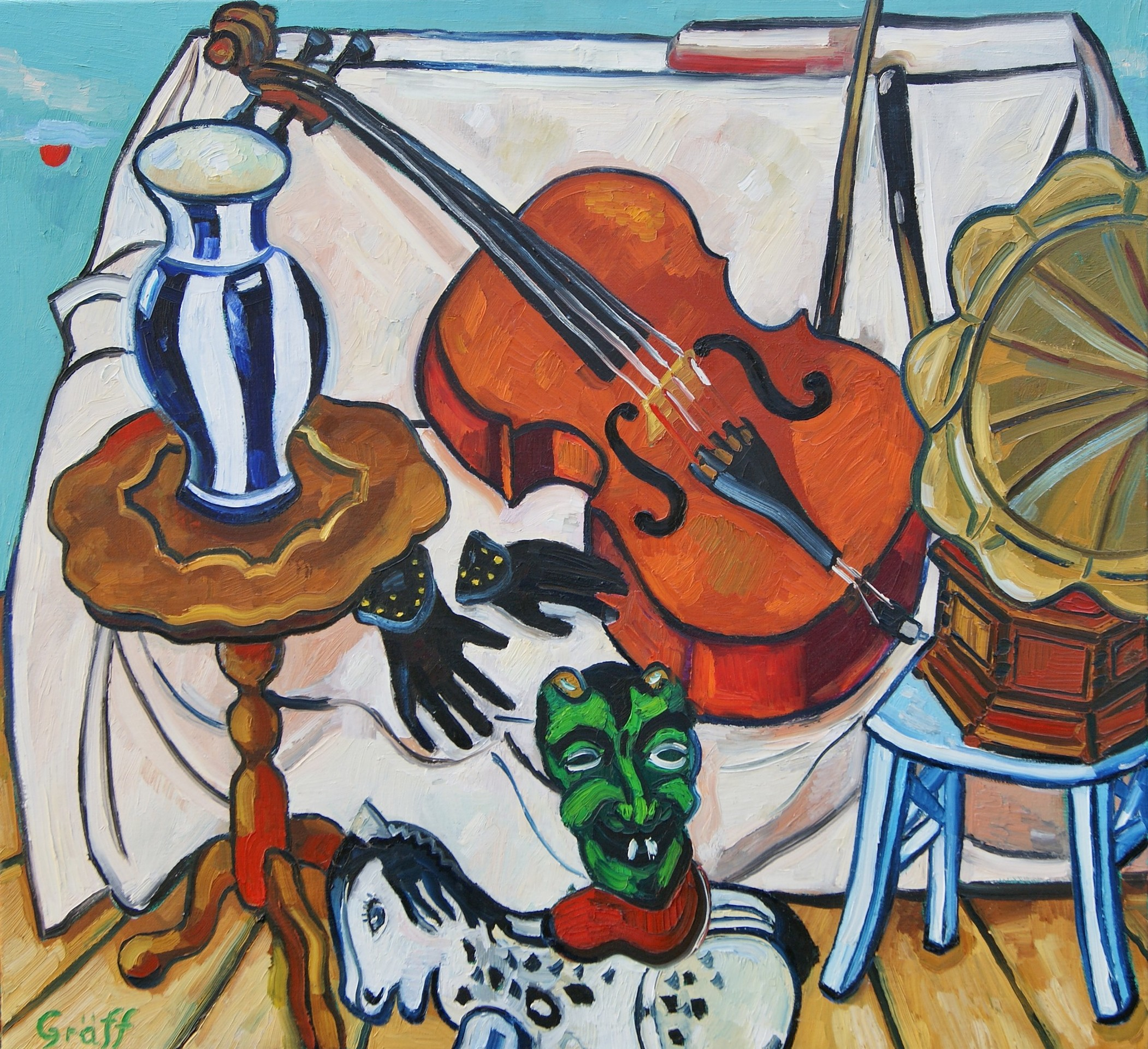
Gran naturaleza muerta con violonchelo, gramófono y caballito de madera (2011)
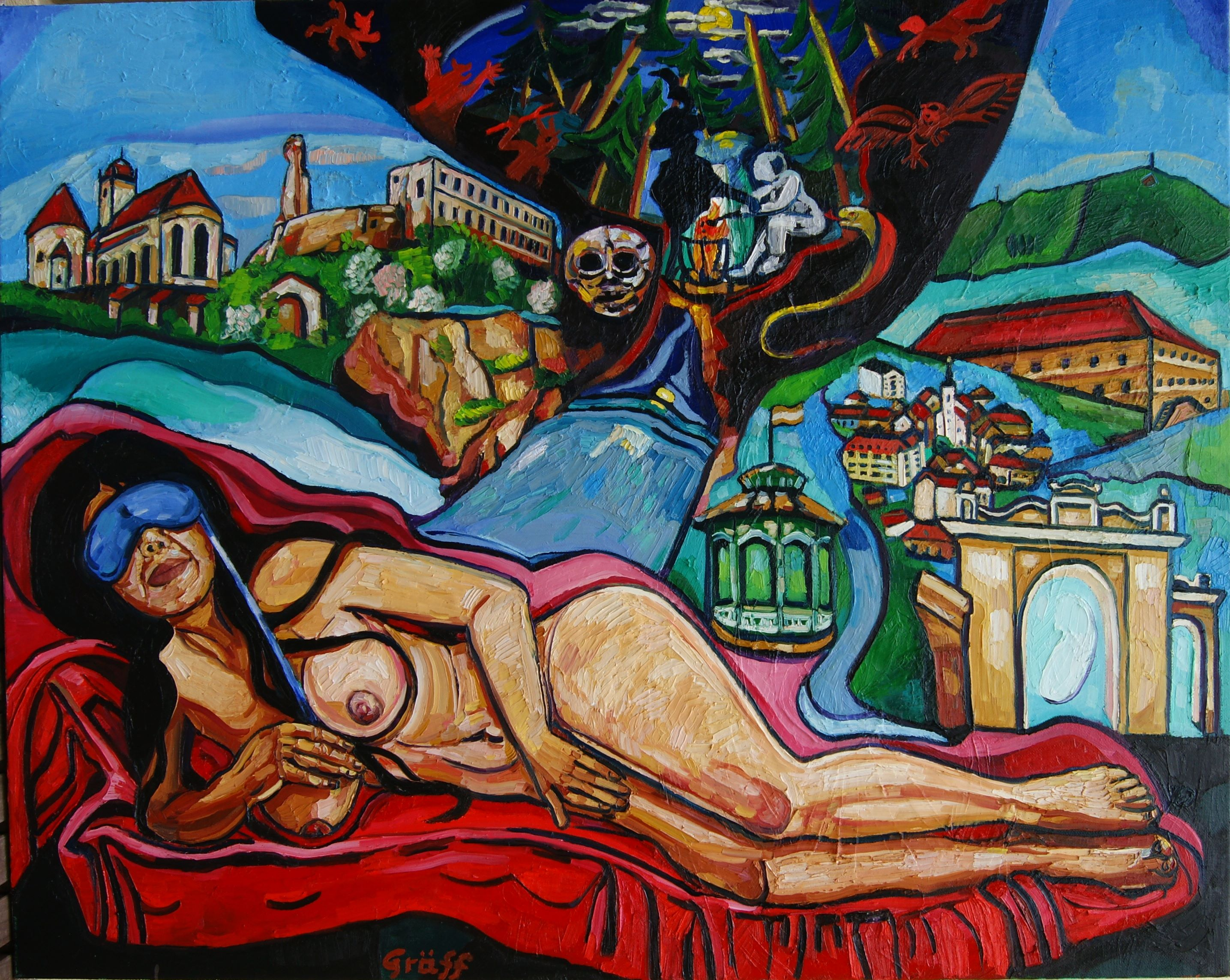
Eros, Pathos, Agape (2014)
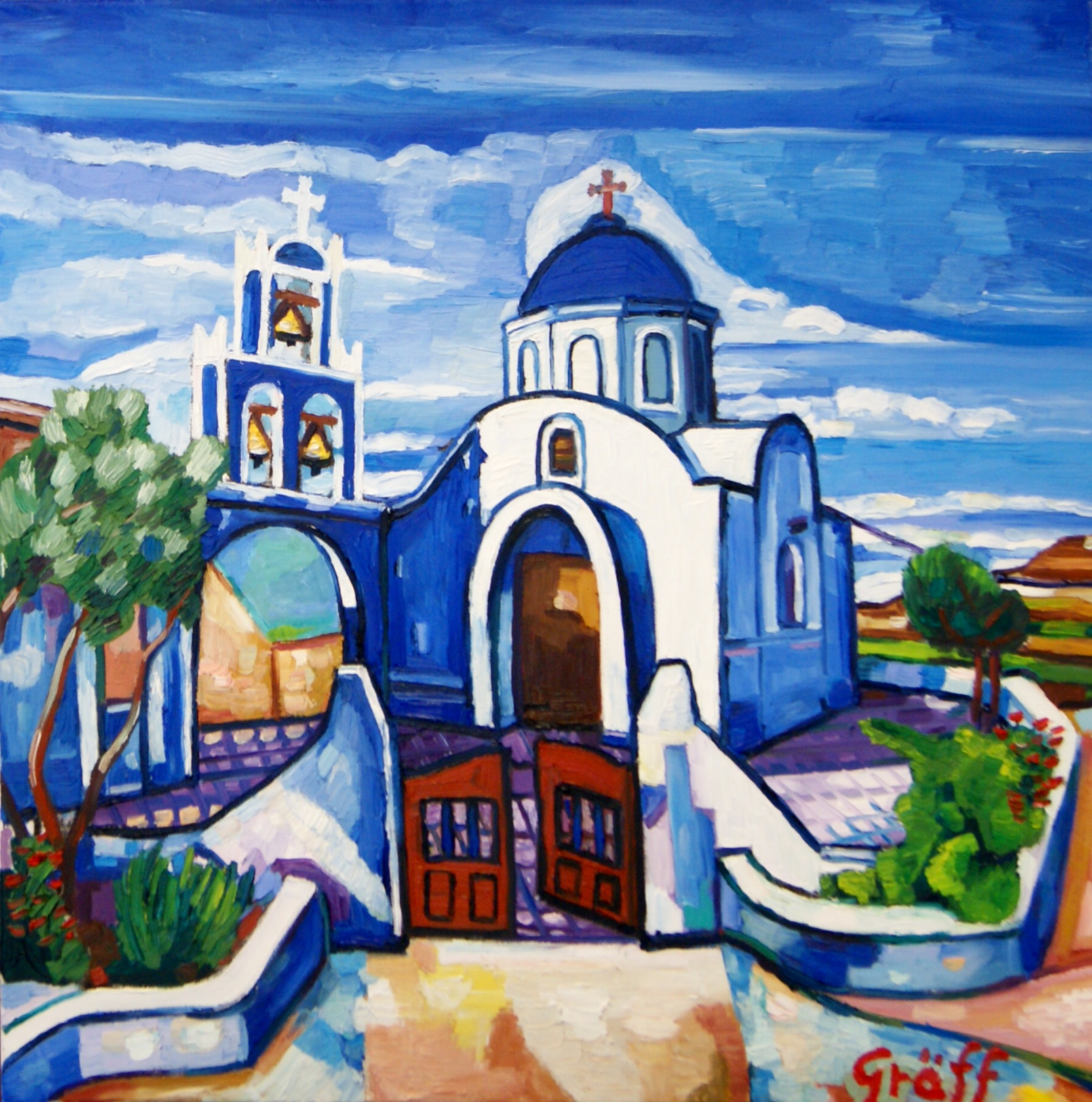
Iglesia de Todos los Santos en Akrotin (Santorini) (2014)
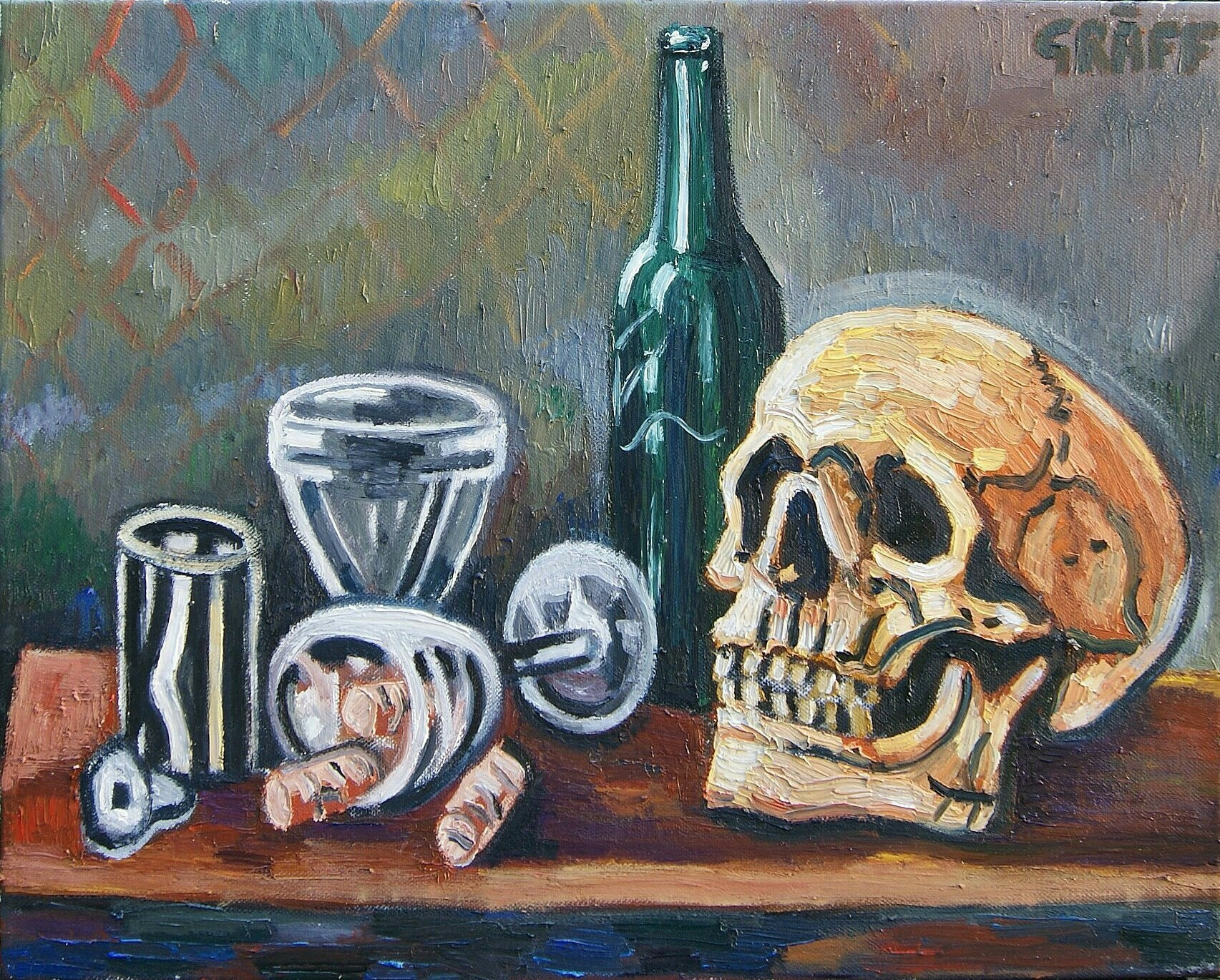
Memento mori (2017)
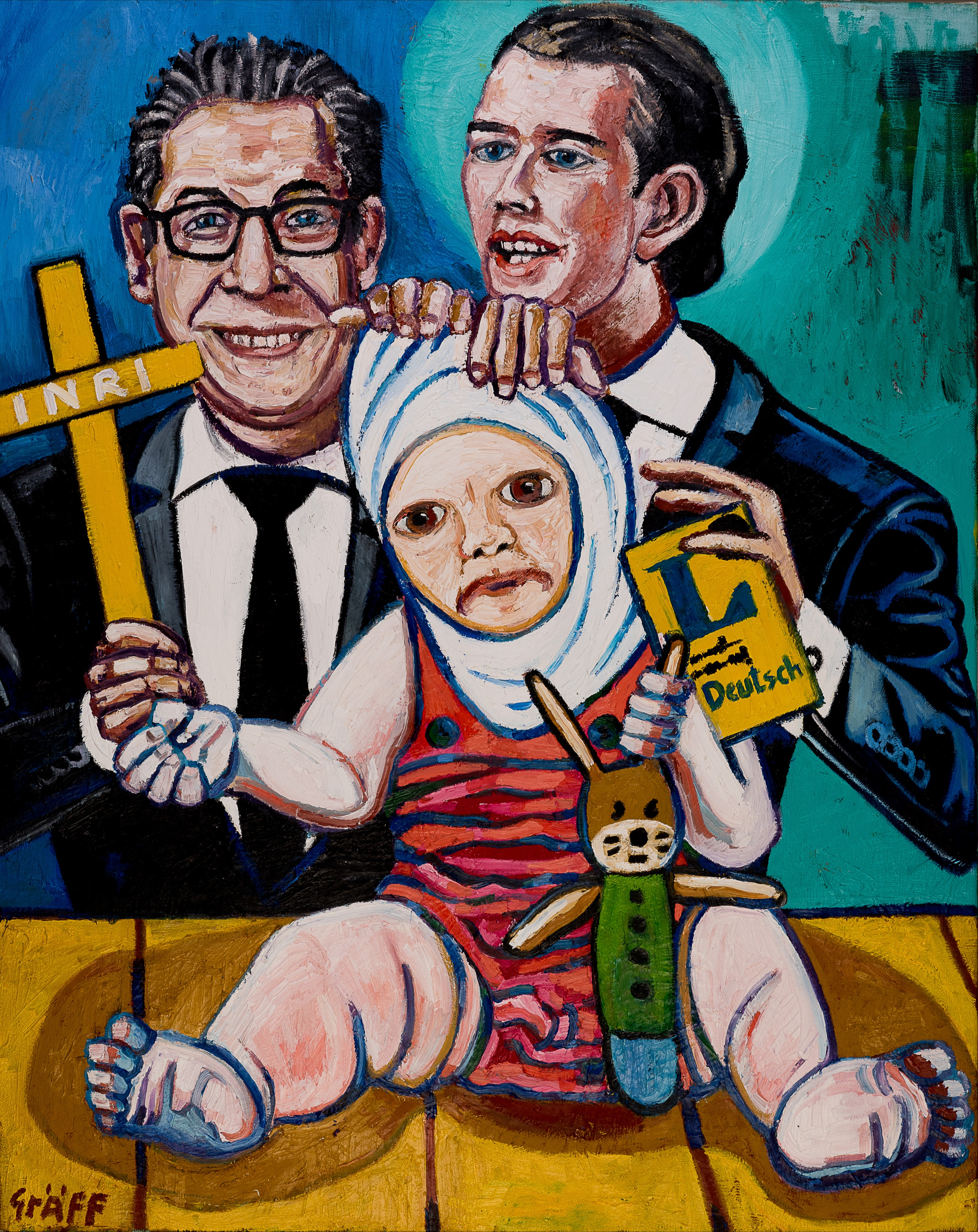
Padres amorosos (2018)

## Asociación familiar
La asociación “Familienverband Gräff-Graeff e.V.”, activa a nivel mundial, fue fundada en 2013 como asociación registrada en Austria bajo la presidencia de Matthias Laurenz Graeff. La asociación familiar sirve para la comunicación, la investigación y la unión de las familias Graeff, probablemente descendientes naturales del noble austriaco Wolfgang von Graben. No debe confundirse la presidencia y administración de la asociación familiar con la función de jefe de toda la familia y de sus diversas ramas.
| Presidente                      | Escudo de armas | Estado  | Fecha de inicio | Fecha final |
| ------------------------------- | --------------- | ------- | --------------- | ----------- |
| Matthias Laurenz Gräff (* 1984) |                 | Austria | 2013            | /           |